# Liste des titres musicaux numéro un en France en 1968
Cette page liste les singles classés n°1 des ventes de disques en France durant l'année 1968.

## Numéros un par semaine

### Classement des singles
| Semaine | Sortie       | Artiste           | Titre                          |
| ------- | ------------ | ----------------- | ------------------------------ |
| 1       | 6 janvier    | Mireille Mathieu  | La Dernière Valse              |
| 2       | 13 janvier   | Mireille Mathieu  | La Dernière Valse              |
| 3       | 20 janvier   | Mireille Mathieu  | La Dernière Valse              |
| 4       | 27 janvier   | Mireille Mathieu  | La Dernière Valse              |
| 5       | 3 février    | Mireille Mathieu  | La Dernière Valse              |
| 6       | 10 février   | Mireille Mathieu  | La Dernière Valse              |
| 7       | 17 février   | David McWilliams  | Days of Pearly Spencer         |
| 8       | 24 février   | David McWilliams  | Days of Pearly Spencer         |
| 9       | 2 mars       | David McWilliams  | Days of Pearly Spencer         |
| 10      | 9 mars       | David McWilliams  | Days of Pearly Spencer         |
| 11      | 16 mars      | The Moody Blues   | Nights in White Satin          |
| 12      | 23 mars      | The Moody Blues   | Nights in White Satin          |
| 13      | 30 mars      | Georgette Plana   | Riquita                        |
| 14      | 6 avril      | Georgette Plana   | Riquita                        |
| 15      | 13 avril     | Georgette Plana   | Riquita                        |
| 16      | 20 avril     | Georgette Plana   | Riquita                        |
| 17      | 27 avril     | Georgette Plana   | Riquita                        |
| 18      | 4 mai        | Georgette Plana   | Riquita                        |
| 19      | 11 mai       | Georgette Plana   | Riquita                        |
| 20      | 18 mai       | Georgette Plana   | Riquita                        |
| 21      | 25 mai       | Georgette Plana   | Riquita                        |
| 22      | 1er juin     | Georgette Plana   | Riquita                        |
| 23      | 8 juin       | Tom Jones         | Delilah                        |
| 24      | 15 juin      | Tom Jones         | Delilah                        |
| 25      | 22 juin      | Tom Jones         | Delilah                        |
| 26      | 29 juin      | Tom Jones         | Delilah                        |
| 27      | 6 juillet    | Sheila            | Petite fille de français moyen |
| 28      | 13 juillet   | Sheila            | Petite fille de français moyen |
| 29      | 20 juillet   | Aphrodite's Child | Rain and Tears                 |
| 30      | 27 juillet   | Aphrodite's Child | Rain and Tears                 |
| 31      | 3 août       | Aphrodite's Child | Rain and Tears                 |
| 32      | 10 août      | Aphrodite's Child | Rain and Tears                 |
| 33      | 17 août      | Aphrodite's Child | Rain and Tears                 |
| 34      | 24 août      | Aphrodite's Child | Rain and Tears                 |
| 35      | 31 août      | Aphrodite's Child | Rain and Tears                 |
| 36      | 7 septembre  | Aphrodite's Child | Rain and Tears                 |
| 37      | 14 septembre | Aphrodite's Child | Rain and Tears                 |
| 38      | 21 septembre | Peter Holm        | Monia                          |
| 39      | 28 septembre | Peter Holm        | Monia                          |
| 40      | 5 octobre    | Peter Holm        | Monia                          |
| 41      | 12 octobre   | Peter Holm        | Monia                          |
| 42      | 19 octobre   | Peter Holm        | Monia                          |
| 43      | 26 octobre   | Peter Holm        | Monia                          |
| 44      | 4 novembre   | Peter Holm        | Monia                          |
| 45      | 9 novembre   | Peter Holm        | Monia                          |
| 46      | 16 novembre  | Peter Holm        | Monia                          |
| 47      | 23 novembre  | Peter Holm        | Monia                          |
| 48      | 30 novembre  | Dalida            | Le Temps des Fleurs            |
| 49      | 7 décembre   | Dalida            | Le Temps des Fleurs            |
| 50      | 14 décembre  | Joe Dassin        | Ma bonne étoile                |
| 51      | 21 décembre  | Joe Dassin        | Ma bonne étoile                |
| 52      | 28 décembre  | Joe Dassin        | Ma bonne étoile                |